# Cerdanyola del Vallès (ort)
Cerdanyola del Vallès (baskiska: Cerdanyola del Valles) är en ort i Spanien.   Den ligger i provinsen Província de Barcelona och regionen Katalonien, i den östra delen av landet, 500 km öster om huvudstaden Madrid. Cerdanyola del Vallès ligger 88 meter över havet och antalet invånare är 58 747.
Terrängen runt Cerdanyola del Vallès är platt norrut, men söderut är den kuperad. Runt Cerdanyola del Vallès är det mycket tätbefolkat, med 10 000 invånare per kvadratkilometer. Närmaste större samhälle är Barcelona, 11,5 km söder om Cerdanyola del Vallès. I omgivningarna runt Cerdanyola del Vallès växer i huvudsak barrskog.